# 무함마드 유수프
모하메드 유수프 (Mohammed Yusuf, 1970년 1월 29일 – 2009년 7월 30일)는 우스타즈 모하메드 유수프 (Ustaz Mohammed Yusuf)라고도 알려진 나이지리아 테러리스트이자 2002년 이슬람 테러리스트단체 보코하람의 창설자이다. 그는 2009년 보코하람 봉기에서 사망할 때까지 이 단체의 지도자였다. 단체의 공식 이름은 "자마아투 알리스 순나 리다아와티 왈지하드 (Jama'atu Ahlis Sunna Lidda'awati wal-Jihad)"이며 아랍어로 "가르침과 지하드의 전파에 헌신하는 사람들"을 의미한다.

## 신념
유수프는 예언자 무함마드의 이상적인 정의에 신념을 둔 이슬람 율법의 엄격한 적용을 신봉했다. 2009년 BBC 인터뷰에서 유수프는 지구 구형론은 이슬람 가르침에 위배되기에 버려져야할 이론이라고 자신의 신념을 밝혔다. 그는 또한 다윈의 진화론과 비를 만들어내는 응결 순환의 개념을 거부했는데, 아래는 본 인터뷰에서 따온 그의 답이다.
"저명한 이슬람 설교자들 중에서 이슬람에 대한 우리의 믿음과 반대되는 요소가 현재 서구식 교육속에 뒤섞여 있음을 인지한 자들이 있다."
(원어: "There are prominent Islamic preachers who have seen and understood that the present Western-style education is mixed with issues that run contrary to our beliefs in Islam,")
"예를 들면 우리에게 비는 태양에 의해 증발되어 응결된 것이 아니라 하나님의 창조물이라고 믿는다."
(원어: "Like rain. We believe it is a creation of God rather than an evaporation caused by the sun that condenses and becomes rain.")
" 지구가 둥글다는 말도 이것이 알라의 가르침에 어긋난다면 우리는 거부한다. 다윈주의 이론 또한 마찬가지이다."

 (원어: "Like saying the world is a sphere. If it runs contrary to the teachings of Allah, we reject it. We also reject the theory of Darwinism.")

## 죽음
2009년 7월 보코하람 봉기 이후, 나이지리아 군은 유수프를 그의 시부모님 집에서 체포했고 그는 나이지리아 경찰의 유치장으로 수송되었다. 경찰은 마이두구리 경찰본부 밖, 대중들 앞에서 유수프를 즉결 처형했다. 초기에 경찰 관계자는 유수프가 탈출을 시도 중 총에 맞았거나 군과의 총격전에서 입은 부상으로 사망했다고 주장했다.